# 张秋俭
张秋俭（1956年—），汉族，中华人民共和国政治人物，中国共产党党员，第十一届全国政协委员，担任十一届全国政协教科文卫体委员会副主任（驻会）。，代表教育界，分入第四十二组。并担任教科文卫体委员会副主任。